# ブッダ・ヘッズ
ブッダヘッズ(The Budaheads)は日系三世のBlues Manで「B.B. Chung King」ことアラン・ミリキタニ (ALAN MIRIKITANI, 1955-2015) 率いるL.A.ブルース・ロック・バンド「the Buddaheads」。「B.B. Chung King & The Buddaheads」名義の場合もある。

## プロフィール
1989年頃、ロサンゼルスのギターセンターで働いていたアランとベースのマイク・ストーヴァー (Mike Stover) によって結成される。
アランと同じギターセンターで働いていたBobby Schneckがリズム・ギターとして参加、楽器店へ来ていたKellie "Cotton" Ruckerがハープで加わり、新聞広告に応募してきたRay Hernandezがドラムとして加わりラインナップが揃う。
1993年、Charが運営する「江戸屋レコード」よりB.B＆ザ・スクリーミング・ブッダヘッズ（B.B. & The Screaming Buddah Heads）として1stアルバム「Are You Satisfied?」を発表し日本先行デビュー。
地元ロサンゼルスでのライブにはスラッシュ（ex GN'R, 現Velvet Revolver）やミック・ジャガーがステージに飛び入り参加するなどし、当時は「ロサンゼルス最後の実力派バンド」とも言われた。同年「EDOYA ROCK FES.」のために初来日。その模様は近年再発されたDVDで観ることが出来る。
翌94年にRCA Recordsより「Are You Satisfied?」を再編集した「Blues Had A Baby」を発表して全米デビューする。また全米デビューの際にB.B. Kingのマネージメントから「B.B.」の使用にクレームがついたために、バンド名を「Buddah Heads」と改めた。同年、2ndアルバム「Crawlin' Moon」を発表。前作よりもHard Rock色が薄まり、Blues色が強くなった。また、クリスマスソングを含んだマキシシングル「Buddah Heads」を発表。
その後、江戸屋のオムニバスアルバムやJapan Blues Carnivalなどにも参加。
江戸屋レコード解散後の1996年にDrumのRay Hernandez、BassのMike Stover、HarpのKellie "Cotton" Ruckerが脱退し、BassにJohnny Griparick、DrumにLee Spathを迎えるというメンバーチェンジを経てカイガンレコードへ移籍。
1996年3rdアルバム「Play Hard」を発表。この時よりバンド名の表記はBuddaheadsとなる。これまでのHard Rock/Blues路線にAltanative的な要素を加えたアルバムになった。カイガンレコードのオムニバスアルバム2枚とLOWELL GEORGEのトリビュートアルバム「Rock and Roll Doctor」へ参加。
1998年マキシシングル「Mississippi Queen」を発表。この頃と前後してSlashのソロバンド「Slash's Blues Ball」にも参加していたリズム・ギターのBobby Shneckが脱退、スティーヴ・フィスター (Steve Fister) を後任に迎えるが数ヶ月でスティーヴも脱退。Buddaheadsはトリオ編成になる。その後カイガンレコードが解散。日本でのメジャー契約が無くなってしまう。
96年より自ら設立したスタジオ"The Dawghouse"でB.J. シャープ、ルース・ブラウン、ロニー･ブルックス、ウォルフ・メイル、ココ・モントーヤ、ティンズレィ・エリスなどのプロデュースを開始、グラミー賞にノミネートされた数々の作品を手がける。現在では敏腕プロデューサー兼エンジニアとしても知られるようになる。
また『ロボコップ3』や『スリー・トゥ・タンゴ』など数々の映画のサントラにも曲を提供し、ウーピー・ゴールドバーグ主演の映画『ボーイズ・オン・ザ・サイド』には本人役で出演もしている。
Buddaheadsは現在ロサンゼルスで毎月2回程度ライヴ活躍中。
2008年にMojoレコーズより*2002年の「REAL」*2004年 の「Mumbo Jumbo」*2006年 の「Raw」が発売。
12年ぶりの日本盤発売となった。
2015年7月、アランが心臓発作により急死。ドキュメンタリー映画『ミリキタニの猫（The Cats of Mirikitani）』の主人公であるアメリカの路上画家・ジミー・ツトム・ミリキタニは、アランの従兄弟である。

## アルバム
- 1993年 - 「Are You Satisfied」
- 1994年 - 「Crawlin' Moon」
- 1994年 - 「Blues Had A Baby」（1st.US再編集盤）
- 1996年 - 「Play Hard」
- 2000年 - 「Go For Broke」
- 2002年 - 「REAL」
- 2003年 - 「All Ballads」（ベスト盤）
- 2003年 - 「Out Takes & Xmas Songs」（アウトテイク集）
- 2004年 - 「Mumbo Jumbo」
- 2004年 - 「Howlin' At The Moon」（ベスト盤）
- 2006年 - 「Raw」
- 2011年 - 「Wish I Had Everything I Want」

## シングル
- 1993年 - 「Little Miss Lover」
- 1994年 - 「Buddah Heads」（マキシシングル）
- 1998年 - 「Mississippi Queen」（マキシシングル）
- 2003年 - 「Live Buddaheads + Bonus Track」（マキシシングル）

## オムニバス参加
- 1993年 - 「EDOYA ’93 ROCK FES.」（ライヴ）
- 1994年 - 「江戸屋百歌撰 1994/INU」
- 1996年 - 「Rock and Roll Doctor」
- 1996年 - 「Kaigan Grown」
- 1996年 - 「Acoustic Christmas」

## 公式サイト
- Buddaheads.com